# Hope (Brits-Columbia)
Hope is een kleine stad van 6.000 inwoners in de Canadese provincie Brits-Columbia, op de grens tussen het kustgebied en het hoger gelegen plateau. Het ligt aan de samenvloeiing van de Fraser- en de Coquihalla-rivieren, op het einde van een bergpas, de Fraser-canyon, die begint nabij Lytton. Stroomafwaarts begint het kustgebied dat gaat tot Vancouver.
De ontdekkingsreiziger Simon Fraser bereikte het gebied van het huidige Hope al in 1808 door het oversteken van de Fraser-rivier, maar pas in 1848 werd de moeilijke pas Hope Trail geopend. Door de goudkoorts begon vanaf 1858 een massale toeloop, vooral van mannen uit Californië.